# Alfredo Muzi
Alfredo Muzi (Collemoresco, 5 giugno 1902 – Collemoresco, 12 agosto 1989) è stato un partigiano e carabiniere italiano.
Insieme ad altre 26 persone, ha sminato la diga del Lago di Scandarello nel 1944 e per questo è stato insignito della Medaglia d'argento al valor militare.

## Vita
Alfredo, di Giovanni e di Concetta Santoro, secondo di otto figli (Nazzareno, Assunta, Cesare, Antonio, Rosina, Elena, Santina). Nasce il 5 giugno 1902 nella frazione di Collemoresco, nel comune di Amatrice (oggi provincia di Rieti, all'epoca dell'Aquila), località definita da lui stesso “frazione eternamente abbandonata”. Figlio di genitori “vittime di una società ingiusta ed avara”, cresce in “una casa dove mancava tutto” esclusa la gioia dei figli.
La sua vita scolastica si ferma alla terza elementare per l'obbligo di dedicarsi al pascolo delle bestie. Da fanciullo, svolge molti lavori, anche i più disparati (lavapiatti, dispensiere ristoratore, tagliatore di legna). Così come tanti suoi coetanei, è costretto a vivere “nella puzza del fascismo”, della quale era impregnata l'Italia. A causa delle sue simpatie socialiste e poi comuniste non è ben visto dalle autorità: per rimediare, decide di fare domanda di arruolamento nell'arma dei Carabinieri. Con la promozione a carabiniere scelto, riceve un premio di 1500 lire che devolve interamente alla famiglia per compensare i sacrifici dei suoi genitori. Con il congedo dall'Arma spera, per il suo futuro, nella sua figura di ex carabiniere ma: “Questa non valeva niente, era indispensabile la tessera del partito (fascista)”. Alfredo Muzi, pur nelle sue ristrettezze economiche, non abdicò mai ai dettami della propria coscienza.
Nel 1931 sposa Giovanna Blasi dalla quale ebbe quattro figli: Luciana, Pietro, Maria Teresa, Concetta.
In seconde nozze il 20 maggio 1942 si sposa con Annunziata Cardarelli, della frazione di Domo, dalla quale ebbe tre figlie: Valeria, Giovanna, Elena.
Il 17 giugno 1944 partecipa all'eroica azione di disinnesco degli esplosivi piazzati dai nazisti sulla diga del Lago di Scandarello.
Presentatosi alle elezioni politiche negli anni sessanta ad Amatrice, pur stimato dalla stragrande maggioranza dei concittadini, non viene eletto, soprattutto a motivo del suo essere comunista.
Il partigiano Alfredo muore a Collemoresco il 12 agosto 1989.
Uomo di intelligenza non comune. Leggeva di tutto raggiungendo un livello culturale non indifferente. Sempre in prima fila per l'uguaglianza fra gli uomini. Il suo motto era: "Pace, lavoro, giustizia e libertà".

## 1944: lo sminamento della diga di Scandarello
Nel periodo più buio della seconda guerra mondiale, dopo l'occupazione tedesca dell'Italia a causa dello sfacelo dell'8 settembre, aderisce al movimento partigiano. È in questa veste che si fa promotore del salvataggio della diga del lago di Scandarello. L'episodio del salvataggio della diga di Scandarello dalle mine tedesche è un episodio che non gode di eccessiva risonanza nella stampa nazionale anche se determinò a salvare migliaia di abitanti della valle del Tronto.

### Il racconto di Alfredo

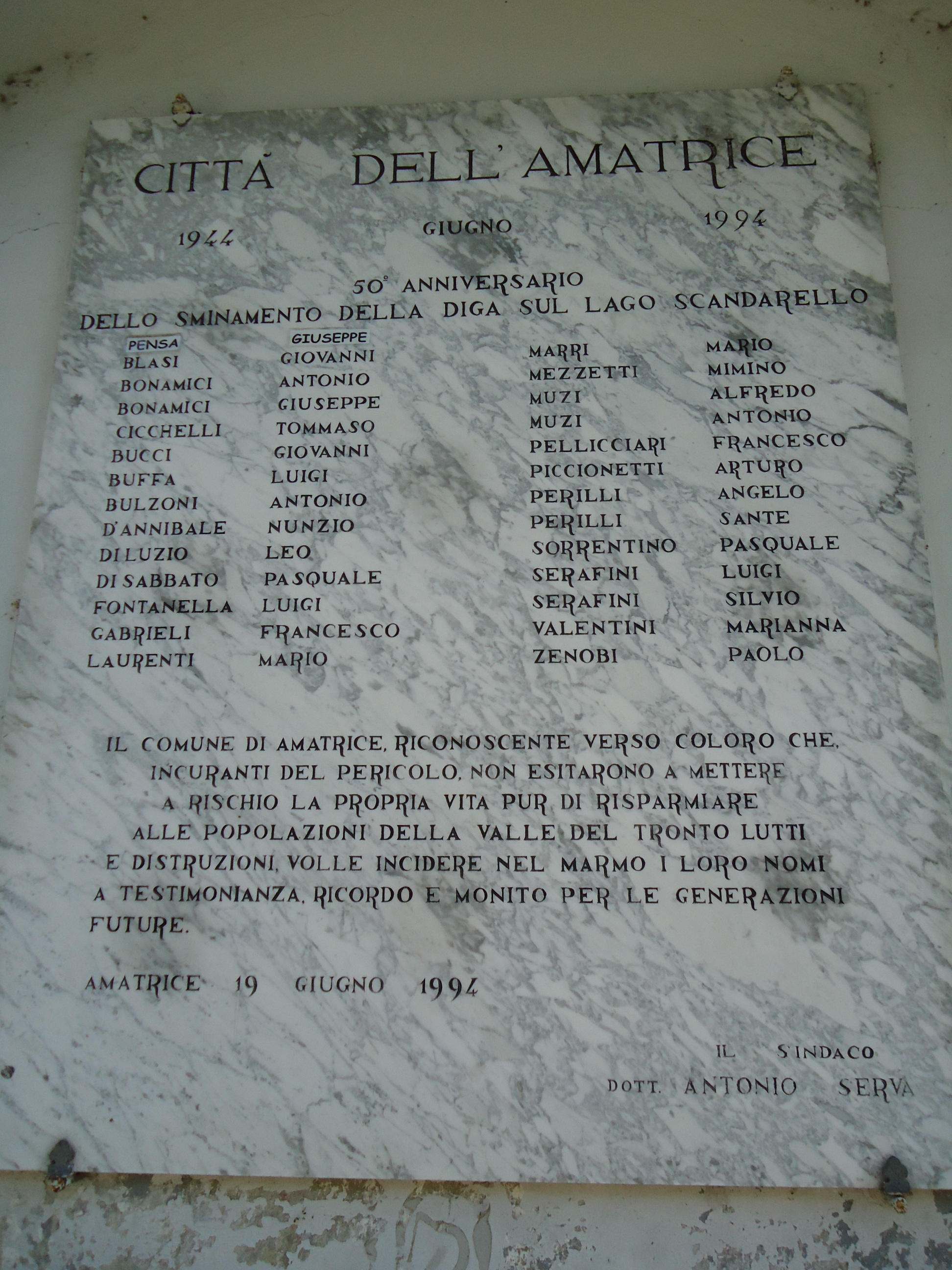
Targa in marmo posta sulla diga

Occorrevano altri uomini. Uscì mio fratello per cercarli. Restai io, il maresciallo di Sabato e il sergente Pellicciari. Dopo accatastate molte mine apparvero quelle ad orologeria. Il maresciallo esclamò: Via Muzi…sarà bene guardare meglio…. Passo quel mostro (la mina ad orologeria) al Pellicciari. Mi avvicinai con l'acetilene. Si notò una seconda mina ad orologeria…. Quel tic tac delle mine ci terrorizzava. Riuscimmo a depositare quelle mine nella boscaglia e ci allontanammo.
La diga era salva e insieme a noi tante migliaia di cittadini e miliardi di danni»
(dalle memorie di Alfredo Muzi)

### La memoria dell'impresa
La città di Amatrice lo ricorda con la via a lui dedicata.
Dal 19 giugno 1994, una lapide di marmo posta sul lato est della diga celebra l'impresa di Alfredo e dei suoi compagni.